# Coquillettia uhleri
Coquillettia uhleri är en insektsart som beskrevs av Van Duzee 1921. Coquillettia uhleri ingår i släktet Coquillettia och familjen ängsskinnbaggar. Inga underarter finns listade i Catalogue of Life.